# Росов
Росов (њем. Rossow) општина је у њемачкој савезној држави Мекленбург-Западна Померанија. Једно је од 54 општинска средишта округа Икер-Рандов. Према процјени из 2010. у општини је живјело 478 становника. Посједује регионалну шифру (AGS) 13062050.

## Географски и демографски подаци
Росов се налази у савезној држави Мекленбург-Западна Померанија у округу Икер-Рандов. Општина се налази на надморској висини од 35 метара. Површина општине износи 23,1 km². У самом мјесту је, према процјени из 2010. године, живјело 478 становника. Просјечна густина становништва износи 21 становника/km².